# Romilly-sur-Seine
Romilly-sur-Seine je naselje in občina v severnem francoskem departmaju Aube regije Šampanja - Ardeni. Leta 2006 je naselje imelo 14.059 prebivalcev.

## Geografija
Kraj leži v pokrajini Šampanji ob reki Seni, 39 km severozahodno od središča departmaja Troyesa.

## Uprava
Romilly-sur-Seine je sedež dveh kantonov:
- Kanton Romilly-sur-Seine-1 (del občine Romilly-sur-Seine, občine Crancey, La Fosse-Corduan, Gélannes, Maizières-la-Grande-Paroisse, Origny-le-Sec, Orvilliers-Saint-Julien, Ossey-les-Trois-Maisons, Pars-lès-Romilly, Saint-Hilaire-sous-Romilly, Saint-Loup-de-Buffigny, Saint-Martin-de-Bossenay: 6.033 prebivalcev)
- Kanton Romilly-sur-Seine-2 (del občine Romilly-sur-Seine).

Oba kantona Romilly-sur-Seine sta sestavna dela okrožja Nogent-sur-Seine.

## Pobratena mesta
- Gotha (Turingija, Nemčija),
- Lüdenscheid (Severno Porenje - Vestfalija, Nemčija),
- Milford Haven (Wales, Združeno kraljestvo).